# Khotine
Ne doit pas être confondu avec Khotyn.
Khotine (ukrainien : Хотінь, russe : Хотень) est une commune urbaine de l'oblast de Soumy, en Ukraine. Elle compte 690 habitants en 2024.